# Cyril Ramaphosa
Matamela Cyril Ramaphosa (sinh ngày 17 tháng 11 năm 1952) là một chính trị gia Nam Phi. Ông là Tổng thống thứ năm và hiện tại của Nam Phi, do hậu quả của việc tổng thống Jacob Zuma từ chức, sau cuộc bỏ phiếu của Quốc hội vào ngày 15 tháng 2 năm 2018. Trước đây là nhà hoạt động chống chủ nghĩa phân biệt chủng tộc, lãnh đạo công đoàn và doanh nhân, ông làm Phó Tổng thống Nam Phi từ năm 2014 đến năm 2018. Ông được bầu làm Chủ tịch Đại hội Dân tộc Phi (ANC) tại Đại hội Dân tộc ANC tại Nasrec, Nam Johannesburg vào tháng 12 năm 2017. Ông cũng là Chủ tịch Uỷ ban Kế hoạch Quốc gia, chịu trách nhiệm hoạch định chiến lược cho tương lai của Nam Phi, với mục tiêu tập hợp quốc gia "xung quanh một bộ mục tiêu chung và các ưu tiên để thúc đẩy phát triển trong một thời gian dài hơn".

## Gia đình riêng
Người vợ đầu tiên của Ramaphosa là Nomazizi Mtshotshisa, nhưng đã chia tay.. Cuộc hôn nhân thứ hai của ông với Tshepo Motsepe mang lại cho ông 4 người con. Tshepo Motsepe có một người anh em trai là tỉ phú hầm mỏ Patrice Motsepe lấy doanh nhân thời trang Precious Moloi-Motsepe và một chị em gái là Bridgette Radebe lấy thủ tướng Nam Phi Jeff Radebe.